# Castell de Madrona de Dosaigües
El castell de Madrona, al municipi de Dosaigües, a la comarca de La Foia de Bunyol, és un monument declarat Bé d'interès cultural de la província de València, amb anotació ministerial número RI-51-0010805, i data d'anotació 17 de juny de 2002.
Està situat al centre d'una vall a uns cinc quilòmetres de la població de Dosaigües.

## Descripció
Es tracta d'una fortalesa que s'alça a la vora del riu Xúquer, i en l'actualitat al costat d'ella es troba el pantà anomenat El Naranjero. D'ell només queden restes de muralles i alguns basaments de torres. Per la descripció de Rafael Martí de Viciana en el tercer tom de la seva Crònica se sap que en la fortalesa s'aixecava una església dedicada a la Mare de Déu.

## Història
La història d'aquest castell està aparellada amb la del Castell de Dosaigües. Així, de la mateixa manera que va esdevenir amb l'anterior, el Rei Jaume I d'Aragó, a 1256, el va donar, a Ato de Foces. A 1325, va ser adquirit per Francisco Scribe, i posteriorment passaria per diversos propietaris, fins que finalment Giner Rabassa de Perellós, va comprar Dosaigües i Madrona en 1496. Més tard, a 1699, la baronia de Dosaigües es constituiria en marquesat.
Encara que es té constància de la seva existència en època musulmana, no s'en coneix la data de construcció. Si bé és cert que en els Registres de Reial Cancelleria és citat amb freqüència aquest castell, i en l'esmentada obra queda constància que es van ordenar i van dur a terme obres de reparació en l'any 1292 i en el 1314.